# Simbolismo no Brasil
O marco inicial do Simbolismo no Brasil é a publicação de Missal, (prosa poética) e de Broquéis (poesia), de Cruz e Souza, em 1893.
No Brasil, o Simbolismo encontrou resistência porque ainda era grande o prestígio da estética parnasiana, que angariava um maior número de seguidores. Outro autor, que manteve a norma de mentira entre os poemas mas cujos temas sobre os estados d'alma são simbolistas, é Hermes Fontes. Digno de menção é também o autor de Sete Dores de Maria, Alphonsus de Guimaraens.
São também escritores que merecem atenção: Augusto dos Anjos, Lívio Barreto, Raul de Leoni, Emiliano Perneta, Da Costa e Silva, Dario Veloso, Arthur de Salles, Ernãni Rosas, Petion de Villar, Marcelo Gama, Maranhão Sobrinho, Saturnino de Meireles, Pedro Kikerry, Alceu Wamosy, Eduardo Guimarães, Gilka Machado e Onestaldo de Penafort. Sobre o sucesso de Cruz e Sousa, um comentário de Manuel Bandeira evidencia: "Não há (na literatura brasileira) gritos mais dilacerantes, suspiros mais profundos do que os seus".